# Cabadisocaña
Cabadisocaña est une localité de la paroisse civile d'Alto Ventuari dans la municipalité de Manapiare dans l'État d'Amazonas au Venezuela, située au confluent des ríos Ventuari et Fenete.